# European Sports Acrobatics Federation
De European Sports Acrobatics Federation (EUROSAF) is een voormalige Europese sportfederatie voor acrobatische gymnastiek.

## Historiek
De organisatie werd opgericht in 1993 in het Duitse Pfungstadt in de schoot van de International Federation of Sports Acrobatics (IFSA). Voorzitter was de Duitser Kurt Becker. Aanvankelijk sloten 27 nationale federaties aan.
Op 19 maart 1999 te Frankfurt am Main werden er fusiegesprekken opgestart met de Union Européenne de Gymnastique (UEG). Deze fusie werd in juni 1999 goedgekeurd op het EUROSAF-congres tijdens de Europese kampioenschappen in het Poolse Zielona Góra en op 31 oktober 1999 op de algemene vergadering van de UEG te Luxemburg.